# Ernst Zacharias Platner

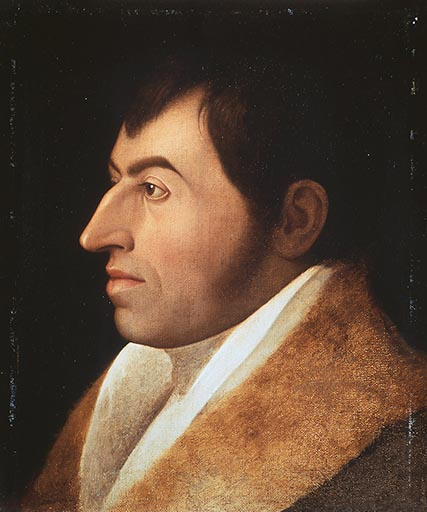
Porträt von Friedrich Overbeck, 1810

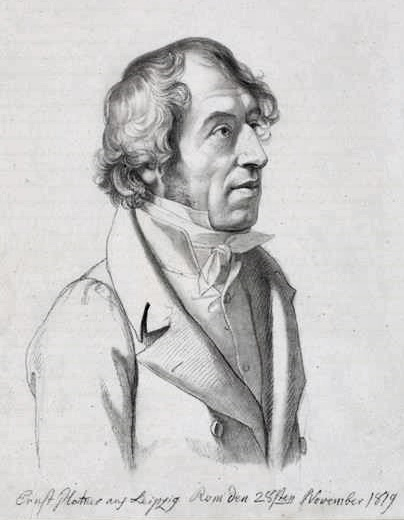
Ernst Zacharias Platner, Zeichnung von Carl Christian Vogel von Vogelstein

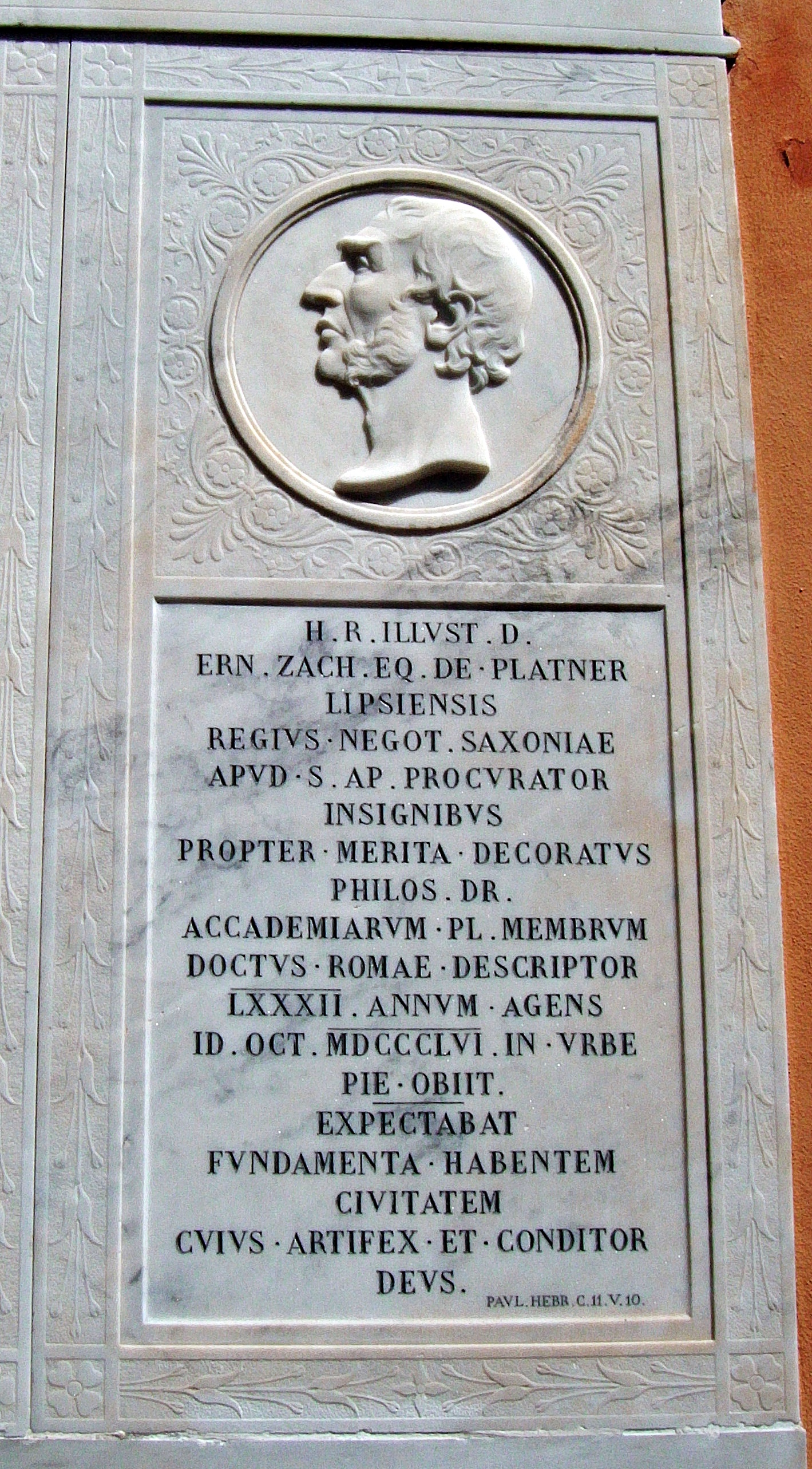
Epitaph, Rom, Campo Santo Teutonico
Die lateinische Inschrift besagt: „Hier ruht der berühmte Herr Ernst Zacharias Ritter von Platner aus Leipzig, königlich-sächsischer Geschäftsträger beim Apostolischen Stuhl, für seine Verdienste mit Auszeichnungen geehrt, Doktor der Philosophie, Mitglied mehrerer Akademien, gelehrter Beschreiber Roms. Er starb fromm im 82. Lebensjahr an den Iden des Oktober 1856 in der Stadt Rom. Er erwartete die Stadt, die feste Grundmauern hat, deren Planer und Gründer Gott ist (Hebr 11,10 EU).“

Ernst Zacharias Platner (* 1. Oktober 1773 in Leipzig; † 14. Oktober 1855 in Rom) war ein deutscher Diplomat, Maler und Schriftsteller.

## Leben und Wirken
Er war der Sohn des Mediziners Ernst Platner (1744–1818) und fühlte sich zur Malerei berufen. Ernst Zacharias Platner erlernte diese Kunst in Leipzig, bei Adam Friedrich Oeser und setzte seine Studien in Dresden bzw. in Wien, bei Heinrich Friedrich Füger fort. Im Jahre 1800 ließ er sich dauerhaft in Rom nieder. Er fertigte mehrere große Gemälde, eine „Lucretia“ die 1799 in Dresden ausgestellt wurde, eine „Verstoßung der Hagar“ und eine „Hagar mit Ismael in der Wüste“, die jedoch nur von mittelmäßiger Qualität waren, weshalb diese Betätigung nicht zur Bestreitung seines Lebensunterhalts ausreichte. Nebenbei beschäftigte sich Platner in Rom eingehend mit italienischer Geschichte und Kunstgeschichte.
Im Winter 1817/1818 besuchte der Buchhändler und Verleger Johann Friedrich Cotta Rom. Auf Empfehlung des preußischen Gesandten Barthold Georg Niebuhr gewann er Ernst Zacharias Platner, um das von Johann Jacob Volkmann verfasste Buch über Italien (zunächst den die Beschreibung Roms enthaltenden zweiten Teil) neu zu bearbeiten. Daraus wurde im Verein mit Christian Karl Josias von Bunsen und anderen Fachautoren das ab 1829 erschienene Standardwerk „Beschreibung der Stadt Rom“ (2 Bände), das im Vorwort ausführlich auf Platner und die Entstehungsgeschichte eingeht. Außerdem publizierte er eine Biografie des 1812 verstorbenen Malers Gottlieb Schick, die 2010 nochmals neu aufgelegt wurde.
Vom Jahre 1823 bis zu seinem Tod versah Ernst Zacharias Platner das Amt eines Geschäftsträgers des Königreichs Sachsen beim Hl. Stuhl. Als Papst Pius IX. 1848 aus Rom fliehen musste und die kurzlebige Römische Republik ausgerufen wurde, rissen die Revolutionäre am Haus Platners das päpstliche Wappenschild herunter. Daraufhin ließ der Diplomat sofort auch das sächsische Wappen abnehmen und sagte: „Seine Majestät der König hat mich bei Seiner Heiligkeit akkreditiert, aber nicht bei Euch!“ Sowohl die Akademie der Bildenden Künste München als auch die Akademie der Bildenden Künste Dresden ernannten ihn ehrenhalber zu ihrem Mitglied. 1838 wurde er Ehrendoktor der Universität Leipzig.
Ernst Zacharias Platner starb 1855 in Rom und wurde auf dem Campo Santo Teutonico, unterhalb der Kuppel des Petersdomes, beigesetzt. Sein Porträt-Epitaph, mit dem Hinweis „...gelehrter Beschreiber Roms“, ist dort erhalten. Daneben befindet sich der seines einzigen Sohnes Ferdinand Platner (1824–1896), welcher sich ebenfalls als Maler betätigte. Gertrud, eine der fünf Töchter, war verheiratet mit dem Maler Alexander Maximilian Seitz und wurde die Mutter des noch bekannteren Künstlers Ludwig Seitz, Direktor der Vatikanischen Galerien.
Der Rechtswissenschaftler Eduard Platner war sein Bruder.

## Werke
- Ernst Zacharias Platner: Beschreibung der Stadt Rom. Band 1, 1829. (Digitalscan des Buches)
- Ernst Zacharias Platner: Beschreibung der Stadt Rom. Band 2, 1834. (Digitalscan des Buches)